# Duo
Ordet duo kommer fra det latinske ord for tallet to. En duo kan bruges om fx et par venner der kommer godt ud af det sammen, eller en om et par der synger, e.l. En sang som bliver sunget af en duo kaldes for en duet.
Duet er en musikalsk komposition eller musikstykke for to udøvere. Stykket fremføres enten af to musikere eller af to solister akkompagneret af en eller flere musikere. En duet kan fremføres ved hjælp af instrumenter eller sang, men som regel bruges begrebet om to personer som synger sammen.
Duetter fremføres til tider således, at hver part i duoen synger på hvert sit sprog, hvilket ofte er svarende til deres modersmål. Det kan eksempelvis være dansk-svensk eller engelsk-italiensk. Mange duetter er kærlighedssange og især her består den syngende duo normalt af en mand og en kvinde.
Mange grupper optræder som duetter. Her kan nævnes Simon & Garfunkel, Ike & Tina Turner, Sonny & Cher, Hall & Oates, Mel & Kim, The Righteous Brothers, Roxette, Erasure, Eurythmics, Pet Shop Boys, Ashford & Simpson, Captain & Tennille, Peaches & Herb, Renée & Renato, Svenne & Lotta, Charles & Eddie, Roxette, Savage Garden, T.a.T.u, The White Stripes, Wham!, Yazoo, Me & My, S.O.A.P., Creamy, Nordstrøm, Nik & Jay, Ufo Yepha, Junior Senior, Rugsted & Kreutzfeldt, Grethe og Jørgen Ingmann, Brødrene Olsen, Kirsten og Søren, Laban, Sussi og Leo med videre. Disse gruppers sange opfattes sædvanligvis ikke som egentlige duetter.